# Youthquake
Youthquake je druhé album od britské popové skupiny Dead or Alive. Album bylo publikováno v květnu roku 1985 a již brzy získalo komerční úspěch, jak v Evropě tak i ve Spojených státech, hlavně díky singlu "You Spin Me Round", což byl britský #1 hit a Top 20 hit v USA.
Rovněž kapela vyměnila produkci. Německého Zeus B. Helda za produkční Britishbeat trio Stock, Aitken & Waterman
Album dosáhlo příčky #9 ve Velké Británii a bylo certifikováno "zlatou deskou", jelikož se prodalo víc než 100 000 výlisků.

## Seznam písní

### Z vinylu
1. "You Spin Me Round (Like a Record)" – 3:16
2. "I Wanna Be a Toy" – 3:56
3. "D.J. Hit That Button" – 3:25
4. "In Too Deep" – 4:07
5. "Big Daddy of the Rhythm" – 3:20
6. "Cake and Eat It" – 4:36
7. "Lover Come Back To Me" – 3:06
8. "My Heart Goes Bang" – 3:10
9. "It's Been a Long Time" – 7:54

## Produkce
| - Pete Burns - Vokalista - Mike Percy - Skladatel, Baskytara - Tim Lever - Klávesy - Steve Coy - Bicí - Mike Stock - Producent |  | - Pete Waterman - Producent - Matt Aitken - Producent - Phil Harding - Inženýr, Mixing - Satori - Design - Mario Testino - Foto vizualizace |